# آرکوئا، میزوری
آرکوئا (به انگلیسی: Arkoe) یک روستا (ایالات متحده آمریکا) در ایالات متحده آمریکا است که در شهرستان نوداوای، میزوری واقع شده است. آرکوئا ۰٫۳۳ کیلومتر مربع مساحت و ۶۸ نفر جمعیت دارد و ۲۹۷ متر بالاتر از سطح دریا واقع شده است.